# Placière
Une placière était une femme employée au tri du charbon à la sortie du puits de mine.
Le métier a été pratiqué jusque dans les années 1950. Il s'agissait de séparer le charbon de la pierre, au besoin en cassant les blocs avec une masse. Le charbon était transporté sur un tapis roulant vibrant ("table à secousses"), qui permettait aussi la séparation des différents calibres.